# Bathyraja andriashevi
Bathyraja andriashevi är en rockeart som beskrevs av Vladimir Nikolaevich Dolganov 1983. Bathyraja andriashevi ingår i släktet Bathyraja och familjen egentliga rockor. IUCN kategoriserar arten globalt som livskraftig. Inga underarter finns listade.